# 타코 샐러드

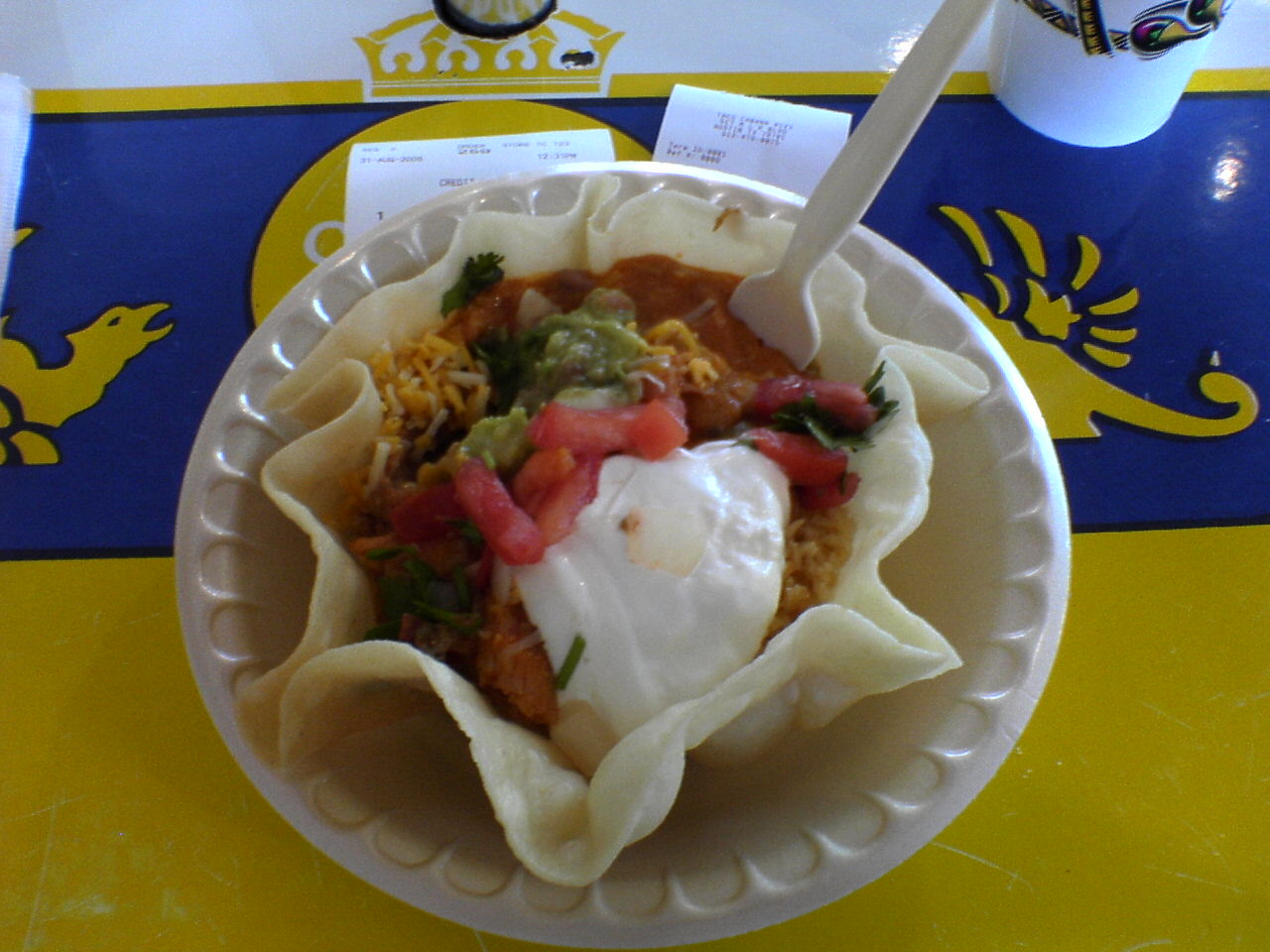
타코 샐러드

타코 샐러드(taco salad)는 텍스-멕스 타코에 사용되는 재료들을 섞어 만든 샐러드로, 텍스-멕스 요리의 일종이다. 타코 샐러드는 1960년대 텍사스에서 만들어졌다.

## 요리
타코 샐러드는 토르티야에 아이스버그 양상추를 채운 후, 그 위에 잘게 자른 토마토와 체더 치즈, 사워크림, 과카몰레, 살사 소스 등을 올려 만든다. 타코 샐러드 위에 타코용 고기, 양념된 닭고기, 콩을 올리기도 하며 채식주의자의 경우 에스파냐식 볶음밥을 올리기도 한다.

## 같이 보기
- 타코
- 샐러드